# Paracepon
Paracepon är ett släkte av kräftdjur. Paracepon ingår i familjen Bopyridae.
Kladogram enligt Catalogue of Life:
| Paracepon | \| \| Paracepon nierstraszi \| \| \| \| \| \| Paracepon stebbingi \| \| \| \| |
|           | \| \| Paracepon nierstraszi \| \| \| \| \| \| Paracepon stebbingi \| \| \| \| |
|           | Paracepon nierstraszi                                                         |
|           |                                                                               |
|           | Paracepon stebbingi                                                           |
|           |                                                                               |